# Dietrich Christoph Gustav von Maltzahn
Dietrich Christoph Gustav von Maltzahn (* 16. September 1726 in Wolde; † 18. Dezember 1775 in Vanselow) war königlich-preußischer Landrat im Kreis Demmin-Treptow.

## Leben
Dietrich Christoph Gustav von Maltzahn entstammte der pommerschen Linie des Adelsgeschlechts von Maltzahn. Sein Vater Hans Berndt von Maltzahn (1687–1747) war Erbherr auf Wolde, Duckow, Rottmannshagen und Zettemin. Seine Mutter Marie Sophie von Waldow (1696–1739) war eine Tochter des Adolf Friedrich von Waldow zu Werben, Oberschenk in Mecklenburg-Strelitz. 
Er studierte ab November 1744 an der Universität Halle Rechtswissenschaften. Im April 1746 trat er als Fahnenjunker in das Infanterieregiment von Schwerin (ab 1750 von Itzenplitz). 1756 wurde er zum Leutnant befördert. Im Siebenjährigen Krieg nahm er unter anderem er an den Schlachten bei Lobositz, Prag, Kolin, Roßbach und Leuthen teil. Aus gesundheitlichen Gründen nahm er im März 1758 seinen Abschied vom Militärdienst.
Bereits 1753 hatte er bei der Erbteilung der Güter seines Vaters Vanselow, Leppin und Schossow erhalten. Er folgte im Juni 1766 dem verabschiedeten Landrat Peter von Glasenapp im Amt für den Kreis Demmin und Treptow nach. Seine Amtsführung wurde 1770 als gut eingeschätzt. Im September 1771 ersuchte er aus gesundheitlichen Gründen um seine Entlassung.
Dietrich Christoph Gustav von Maltzahn war seit April 1759 mit Gustava Magdalene von Maltzahn (1738–1804) verheiratet. Sie hatten drei Söhne, darunter Carl Albrecht Helmuth von Maltzahn (1766–1832), späterer Kriegs- und Domänenrat sowie Landrat des Kreises Demmin.